# Councilman-Körperchen

Councilman-Körper – oben rechts (Leberbiopsie, HE-Färbung).

Councilman-Körperchen (auch „rote Körper“, „red bodies“) sind Einzelzelluntergänge von Leberzellen (Hepatozyten). Sie sind Folge von Lebererkrankungen, zum Beispiel einer akuten Virushepatitis oder Steatohepatitis. Councilman-Körperchen sind das morphologische Korrelat von Leberzellapoptosen (kontrollierter Zelltod), die als hyaline Körperchen nachweisbar sind.
Histologisch sind sie durch die Herauslösung aus dem Zellverband gekennzeichnet. Durch vollständige Auflösung des Zellkerns (Karyolyse) ist nur noch das Zytoplasma vorhanden.

## Eponym
Councilman-Körperchen wurden nach ihrem amerikanischen Entdecker, dem Pathologen William Thomas Councilman (1854–1933), benannt.